# Pseudocercospora oleariae
Pseudocercospora oleariae är en svampart som beskrevs av U. Braun & M.A. Dick 2003. Pseudocercospora oleariae ingår i släktet Pseudocercospora och familjen Mycosphaerellaceae.   Inga underarter finns listade i Catalogue of Life.